# غلامحسین شمس تبریزی
سر لشکر غلامحسین شمس تبریزی فرماندار نظامی اهواز و فرمانده لشکر ۹۲ اهواز بود که در روز ۱۱ خرداد ۱۳۵۸ به اتهام سرکوبی و تعقیب افراد بیگناه و دستور تیراندازی مستقیم منجر به قتل و ضرب و جرح مردم اهواز و سرکوبی قهر آمیز تظاهرات حق طلبانه مردم مجاهد استان خوزستان و سلب آزادی و حقوق اولیه و طبیعی و شرعی آنان محاکمه شده و به همراه ۶ نفر دیگر در بامداد ۱۲ خرداد ۱۳۵۸ اعدام شد.
بنا به اظهارات سرتیپ دوم سیدتراب ذاکری، تیمسار شمس تبریزی ماه‌ها قبل از انقلاب از طریق مهدی بازرگان با انقلابیون در ارتباط بود. وی فردی مذهبی بود و تنها به دلیل داشتن مسئولیت فرماندهی لشکر ۹۲ اهواز اعدام شد.